# Bunker Töpferweg

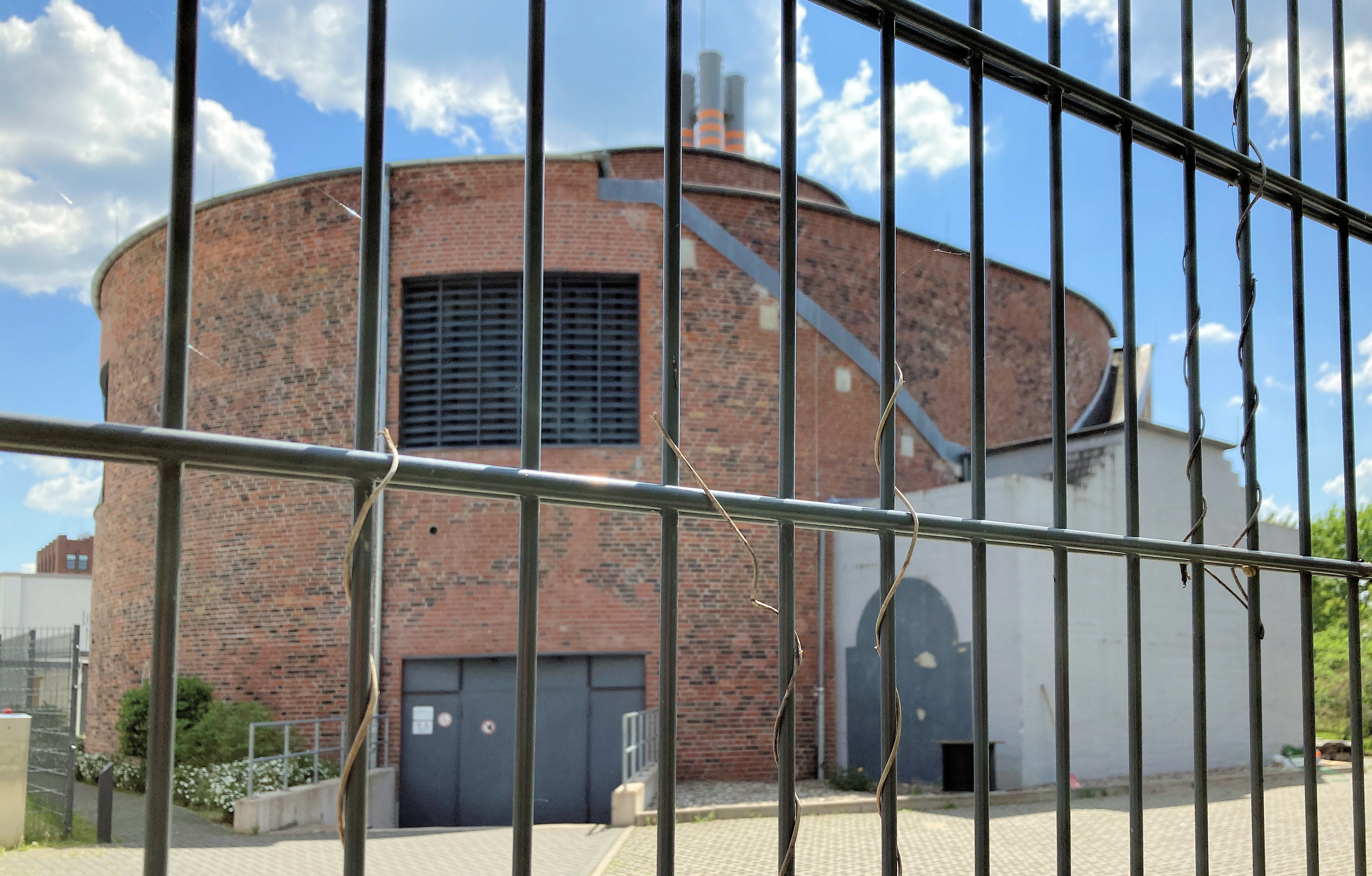
Bunkeransicht vom angrenzenden Grundstück

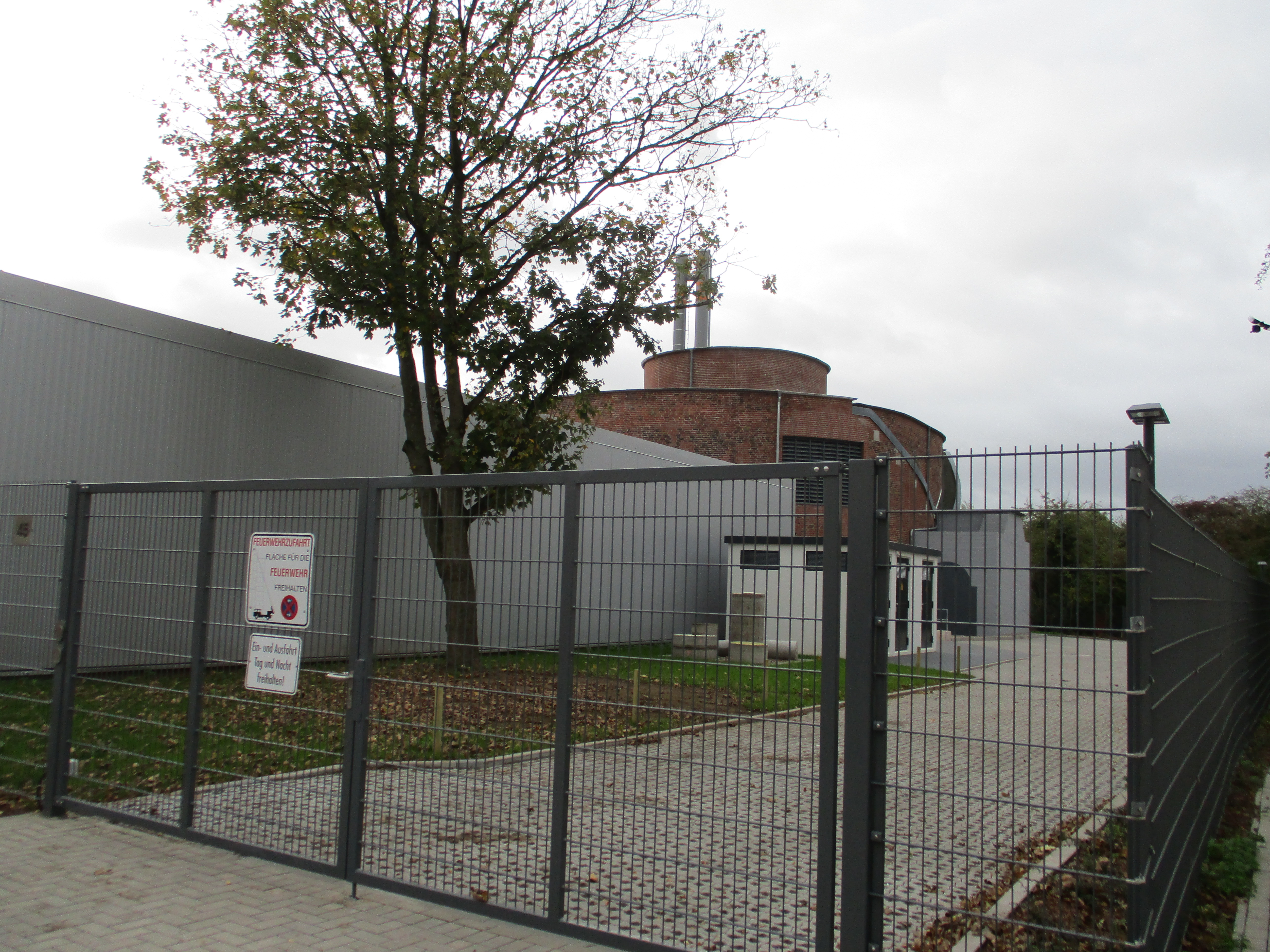
Bunkeransicht vom Töpferweg

Der Bunker Töpferweg ist ein ehemaliges Luftschutzgebäude in Lübeck-St. Lorenz und befindet sich in Nähe des Drägerwerks.

## Gebäude
Er wurde als einziger von insgesamt 20 Turm- bzw. Hochbunkern frei gelegen als Rundbunker errichtet. Eine weitere Besonderheit war die Erschließung der vier Geschosse über Außentreppen, wobei das oberste Geschoss ein Staffelgeschoss ist. Oberbaurat Otto Hespeler als Leiter der Abteilung Luftschutzbau machte mehrere Vorschläge zum Baukörper zur internen Abstimmung, womit er den Wünschen von Baudirektor Hans Pieper nach städtebaulicher Einfügung der Luftschutzgebäude entsprach. Beauftragt mit der weiteren Entwurfsplanung war der Architekt Carl Mühlenpfordt.

## Stadtgestalt
Der Bunker wird als „Engelsburg“ bezeichnet in Erinnerung an die Engelsburg in Rom. Rückgriffe erfolgten sonst bei Bunkerbauwerken nur auf ehemalige örtliche Bauwerke wie beim Aalhofbunker am Hüxterdamm auf die historische Brauerwasserkunst am Aalhof, beim Mühlentorbunker auf das ehemalige Mühlentor mit allerdings nur einem Turm, beim Blauen Turm Ecke Engelsgrube auf den ehemaligen Blauen Turm und beim Bunker An der Obertrave auf das frühere Altreinfeld oder auf willkürliche örtliche Bauwerke wie beim Bunker an der Rehderbrücke auf einen beliebigen Wehrturm, beim Bunker an der Parade auf ein beliebiges ehemaliges Wachgebäude und andere.

## Geschichte
Der Luftschutzbunker entstand 1941. Mit 880 m² Nutzfläche wurde er 1942 behelfsmäßig freigegeben, nachträglich wurden noch Familienzellen eingebaut. Er bot annähernd 900 Schutzplätze. Nach Kriegsende war die Entmilitarisierung durch Sprengung gefordert, die nicht ausgeführt wurde. Der Rundbunker Töpferweg wurde mit 778 Schutzplätzen wieder hergerichtet und diente von 1989 erneut als Luftschutzgebäude zum Unterstand für den Fall einer Katastrophe. 2008 wurde die Bunkerwartung eingestellt. Gemäß Erlass des Bundesministeriums erfolgt eine erneute Entfestigung zur Entlassung der Bunker aus dem Zivilschutzprogramm. 2014 wurde der Bunker unter Denkmalschutz gestellt. 
Inzwischen betreiben die Stadtwerke Lübeck in dem Gebäude ein Blockheizkraftwerk.